# Zumarraga, Filippinerna
Zumarraga (Bayan ng Zumarraga) är en kommun i Filippinerna. Kommunen tillhör provinsen Samar och ligger på ön Bagatao utanför ön Samars västkust. Folkmängden uppgår till 15 423 invånare.

## Barangayer
Zumarraga delas in i 25 barangayer.
| - Alegria - Arteche - Bioso - Boblaran - Botaera - Buntay - Camayse - Canwarak - Ibarra - Lumalantang - Macalunod - Maga-an - Maputi | - Monbon - Mualbual - Pangdan - Poro - San Isidro - Sugod - Tinaugan - Tubigan - Poblacion 1 (Barangay 1) - Poblacion 2 (Barangay 2) - Marapilit - Talib |